# Clematis chinensis
Clematis chinensis là một loài thực vật có hoa trong họ Mao lương. Loài này được Osbeck mô tả khoa học đầu tiên năm 1757.

## Hình ảnh

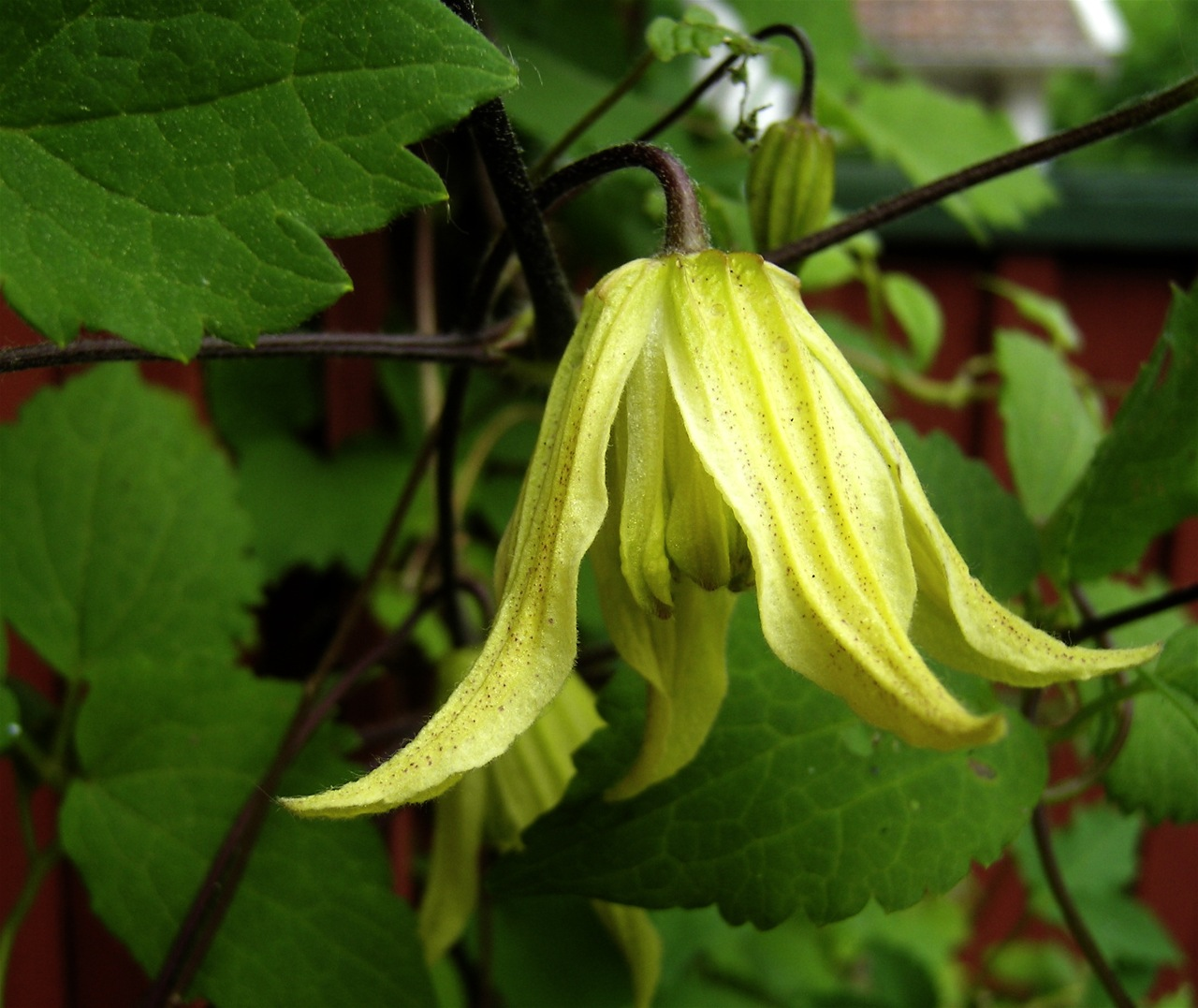